# بيني فرانكي سيريزو
بيني فرانكي سيريزو هو سياسي أمريكي، ولد في 1943 في سان خوان في الولايات المتحدة، وتوفي في 15 أبريل 2013 في كليفلاند في الولايات المتحدة.